# Parque Ayacucho de Barquisimeto
El parque Ayacucho o plaza Ayacucho es un espacio urbano ubicado en las carreras 16 y 14 entre calles 43 y 41 de la ciudad de Barquisimeto. Fue creado en conmemoración del centenario de la Batalla de Ayacucho.

## Historia
El 9 de diciembre de 1924, el General Rafael María Velazco quien para entonces se desempañaba en el cargo de presidente del Estado Lara, fue el encargado de colocar la primera piedra para la construcción del Parque Ayacucho en conmemoración del centenario de la batalla de Ayacucho. El Parque Ayacucho posee una extensión de cuatro hectáreas, en su centro se puede observar un monumento en honor al Mariscal Antonio José de Sucre.
El 17 de diciembre de 1930, el entonces presidente del Estado Lara el General Eustoquio Gómez dictó un decreto para la iniciación de las labores de construcción del parque bajo la supervisión del ingeniero francés Rolando Coultrox. Las órdenes de Gómez sobre las dimensiones del parque fueron muy precisas. Indicó que debía abarcar 4 manzanas y que obedeciera al estilo francés, por lo que Coultrox armó los planos y comenzó a coordinar la obra, la cual tuvo como obreros a los privados de libertad quienes tenían grilletes en los tobillos para que no escaparan y a quienes les pagaban 0.50 de real diariamente.
los materiales para la construcción del parque en su mayoría fueron traídos de otros países. El cemento venía en barco desde Alemania, este llegaba a Tucacas en el Estado Falcón y de allí se enviaba a Barquisimeto en la línea férrea, la cual era la más larga de la época. Una vez en Lara, el cemento era vendido por una casa que se llamaba Calderón e Hijo. La estatua, las alegorías, rejas y faroles fueron fundidos en Italia, las piezas se traían en varias partes y se ensamblaban en el país. Las piedras que se usaron en el terreno fueron sacadas de Lomas de León y la arena para el concreto era extraída del Río Turbio. 
Era el 19 de diciembre de 1933, cuando fue inaugurado el parque con una gran fiesta, comenzó a las 4:00pm con un desfile de la milicia y del Batallón 13 de Mayo. Hubo un emotivo discurso, se contó con un desfile cívico de la Escuela Lara, se realizó una retreta y justo a las 6:00pm los presentes disfrutaron de los juegos artificiales.
Cuando el parque fue inaugurado en cuanto a la flora era un completo espectáculo, contaba con más de 120 especies de plantas, pues el general pidió traer árboles canadienses y australianos, eucaliptos, pinos de distintas especies y además a todos los presidentes constitucionales del país se les ordenó enviar cinco tipos de plantas autóctonas de su estado. 
Fue el primer parque en Latinoamérica con acceso para automóviles.